# Démocrate bourbon

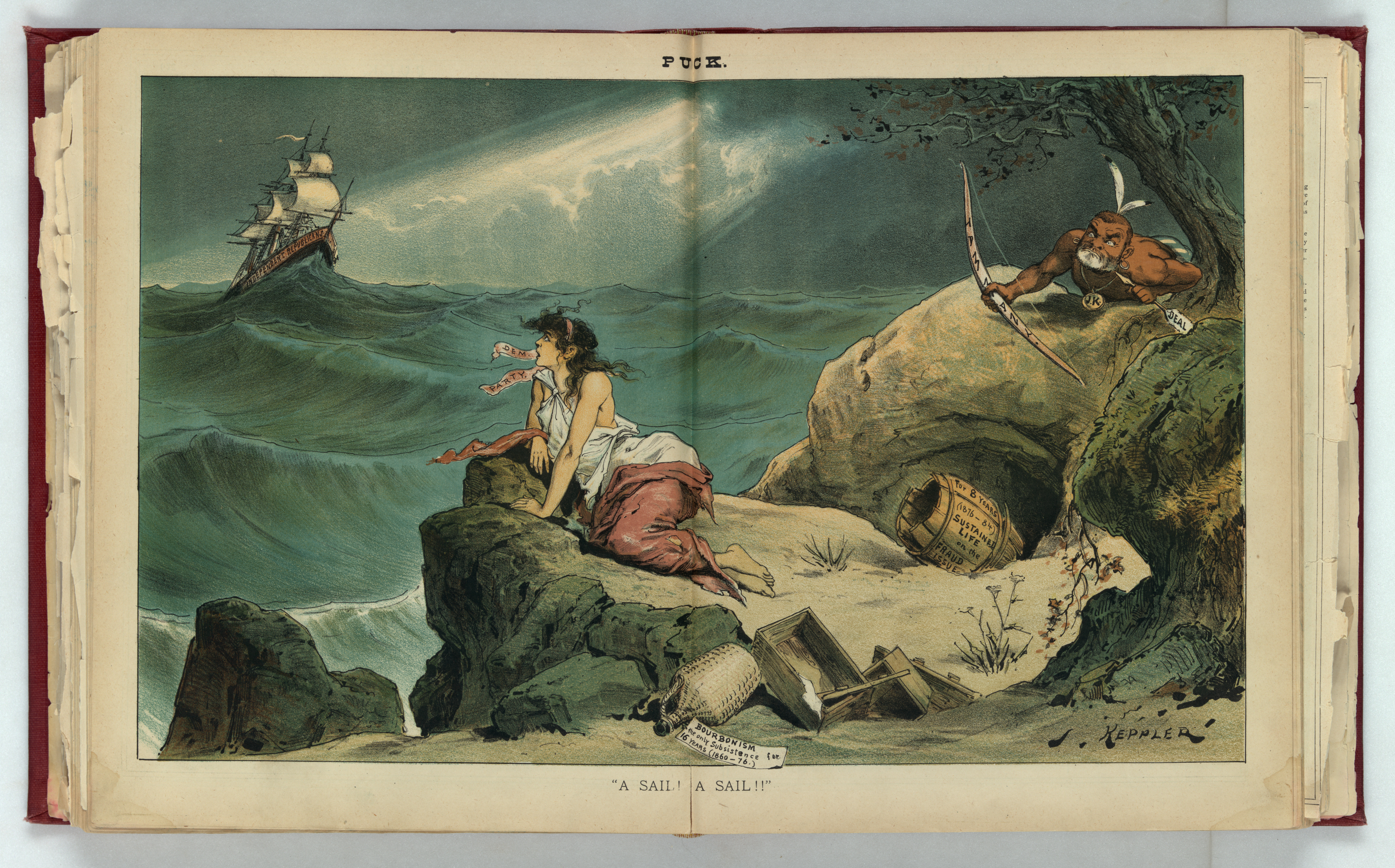
Caricature de 1884 illustrant le déclin du « bourbonisme démocrate » (représenté par une cruche vide) par Joseph Keppler

Démocrate bourbon (en anglais : Bourbon Democrats) est une expression politique utilisée aux États-Unis entre 1872 et 1904 pour faire référence aux membres conservateurs ou partisans du libéralisme classique au sein du Parti démocrate, notamment les partisans de Charles O'Conor en 1872, Samuel Jones Tilden en 1876, Grover Cleveland (président de 1884 à 1888 puis de 1892 à 1896) et Alton Parker en 1904.
Après 1904, les bourbons déclinèrent progressivement. Woodrow Wilson, un ancien bourbon, passa un accord en 1912 avec le chef des adversaires des démocrates bourbons, William Jennings Bryan. Ce dernier soutint Wilson à la nomination du Parti démocrate et Wilson le nomma ensuite secrétaire d'État. Le terme de « bourbon » avait surtout une connotation négative, étant utilisé par des opposants qui critiquaient leurs positions jugées dépassées.
Les démocrates bourbons soutiennent un capitalisme fondé sur le laissez-faire, incluant une opposition au protectionnisme défendu par les Républicains et la défense de la discipline budgétaire. Ils représentaient les intérêts économiques, soutenant généralement les intérêts des banquiers et des compagnies de chemin de fer tout en s'opposant à des subventions ou à toute forme de protection contre la concurrence. Ils s'opposaient aussi à l'impérialisme américain, prônent l'étalon-or et combattaient le bimétallisme. Enfin, ils étaient partisans de réformes importantes comme le Civil Service Reform Act et la lutte contre la corruption des élites municipales, représentée notamment par William Tweed. Cet engagement contre la corruption leur valut le soutien de nombreux républicains du camp des Mugwumps en 1884.

## Sources
- (en) Thomas E. Vass, Reclaiming The American Democratic Impulse, Gabby Press, 2006
- (en) Morton Keller, Americas Three Regimes: A New Political History, Oxford University Press, 2007
- (en) H. Wayne Morgan, From Hayes to McKinley: National Party Politics, 1877–1896, Syracuse University Press, 1969